# Grand Prix-wegrace van Frankrijk 1962
De Grand Prix-wegrace van Frankrijk 1962 was de tweede Grand Prix van het wereldkampioenschap wegrace voor motorfietsen in het seizoen 1962. De races werden verreden op 13 mei op het Circuit de Charade nabij Clermont-Ferrand. In deze Grand Prix kwamen de 250cc-klasse, de 125cc-klasse, de 50cc-klasse en de zijspanklasse aan de start.

## Algemeen
De 350cc-klasse en de 500cc-klasse kwamen ook hier niet aan de start. Jan Huberts (Kreidler RS) werd de eerste Nederlander die een WK-race wist te winnen.

## 250cc-klasse
De eerste vier finishers waren exact dezelfde als in de Spaanse Grand Prix: Jim Redman voor Bob McIntyre, Tom Phillis en Dan Shorey. Het gaf Redman een grote voorsprong in de WK-stand en opnieuw bleek dat de Honda RC 163 niet te kloppen was. Maar Phillis had opnieuw stalorders gekregen om in de remmen te knijpen voor Redman en McIntyre. De podiumrijders maakten het spannend en finishten binnen een halve seconde, terwijl Shorey (Bultaco TSS 125) een ronde achterstand opliep.
| Pos | Coureur              | Merk    | Tijd      | Punten |
| --- | -------------------- | ------- | --------- | ------ |
| 1   | Jim Redman           | Honda   | 1:06"51'5 | 8      |
| 2   | Bob McIntyre         | Honda   | +0'3      | 6      |
| 3   | Tom Phillis          | Honda   | +0'5      | 4      |
| 4   | Dan Shorey           | Bultaco | +1 ronde  | 3      |
| 5   | Jean-Pierre Beltoise | Morini  | +1 ronde  | 2      |
| 6   | Benjamin Savoye      | Mondial | +2 ronden | 1      |
| 7   | Siegfried Lohmann    | Adler   | +2 ronden |        |
| 8   | Marcel Toussaint     | Benelli | +2 ronden |        |
| 9   | René Barone          | Ducati  | +4 ronden |        |

| Pos | Coureur              | Merk      | Ptn |
| --- | -------------------- | --------- | --- |
| 1   | Jim Redman           | Honda     | 16  |
| 2   | Bob McIntyre         | Honda     | 12  |
| 3   | Tom Phillis          | Honda     | 8   |
| 4   | Dan Shorey           | Bultaco   | 6   |
| 5   | Alberto Pagani       | Aermacchi | 2   |
| 5   | Jean-Pierre Beltoise | Morini    | 2   |
| 7   | Benjamin Savoye      | Mondial   | 1   |
| 7   | Marcel Toussaint     | Benelli   | 1   |

| Coureur             | Merk       |
| ------------------- | ---------- |
| Enrique Dietrich    | Aermacchi  |
| Jorge Terengo       | Ducati     |
| Raúl Kaiser         | NSU        |
| Pierrot Vervroegen  | Aermacchi  |
| Frank Perris        | Suzuki     |
| Luigi Taveri        | Honda      |
| Werner Musiol       | MZ         |
| Günter Beer         | Adler      |
| Michael Schneider   | NSU        |
| Arthur Wheeler      | Moto Guzzi |
| Campbell Donaghy    | Ducati     |
| Derek Minter        | Honda      |
| Mike Hailwood       | Benelli    |
| Stuart Graham       | Aermacchi  |
| Tommy Robb          | Honda      |
| Alberto Pagani      | Aermacchi  |
| Gilberto Milani     | Aermacchi  |
| Paolo Campanelli    | Benelli    |
| Tarquinio Provini   | Morini     |
| Umberto Masetti     | Morini     |
| Kenjiro Tanaka      | Honda      |
| Moto Kitano         | Honda      |
| Cas Swart           | Honda      |
| Nikolaj Sevast'ânov | CKEB       |
| Carlos Marfetan     | Parilla    |

## 125cc-klasse
Opnieuw won Kunimitsu Takahashi de 125cc-race en werd Jim Redman tweede. Tommy Robb en Luigi Taveri finishten nog binnen de minuut, maar Ernst Degner bracht zijn Suzuki RT 62 pas 3½ minuut na de winnaar binnen.

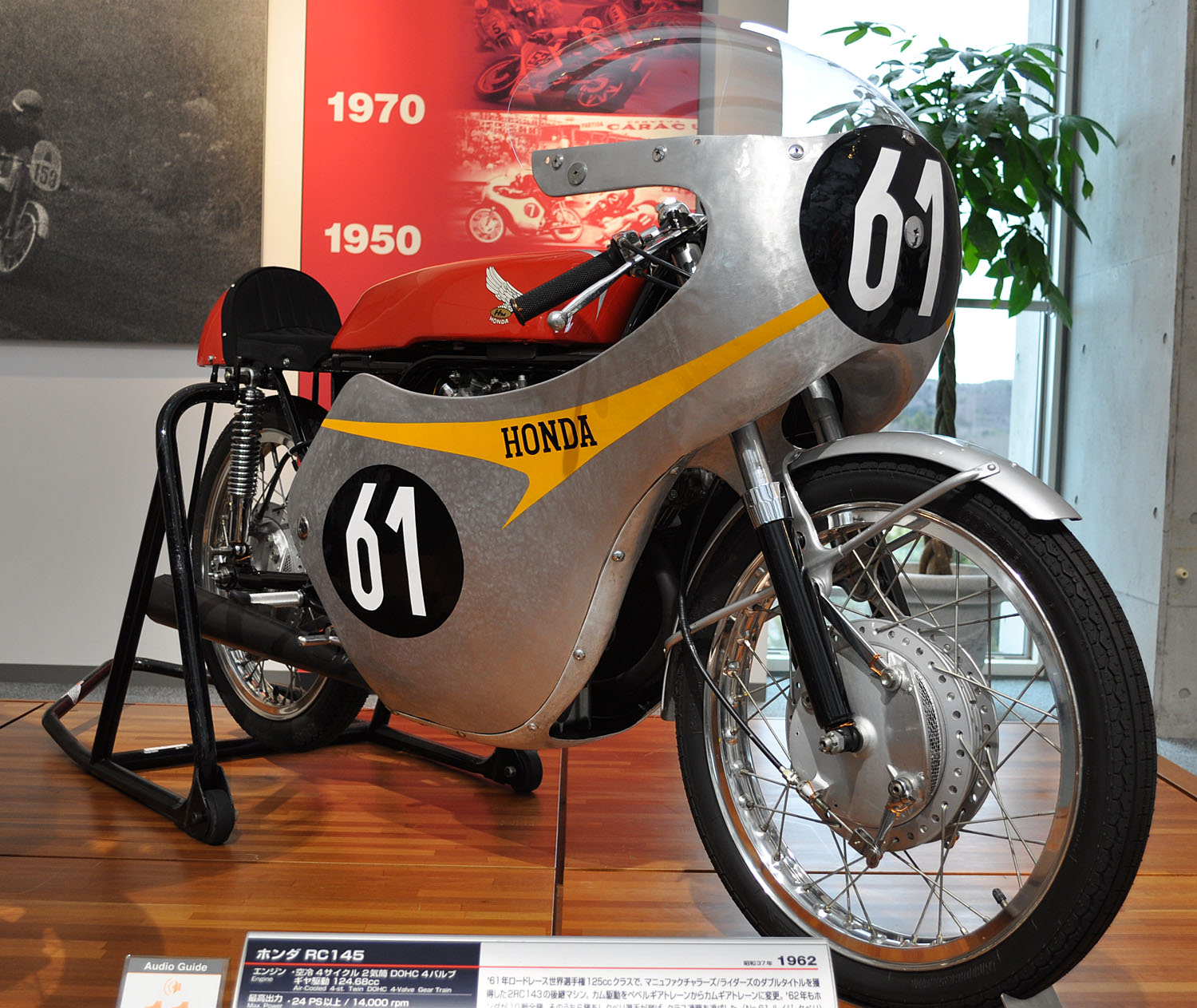
Honda RC 145

| Pos | Coureur             | Merk    | Tijd    | Punten |
| --- | ------------------- | ------- | ------- | ------ |
| 1   | Kunimitsu Takahashi | Honda   | 58"01'6 | 8      |
| 2   | Jim Redman          | Honda   | +34'9   | 6      |
| 3   | Tommy Robb          | Honda   | +41'0   | 4      |
| 4   | Luigi Taveri        | Honda   | +41'3   | 3      |
| 5   | Ernst Degner        | Suzuki  | +3"34'8 | 2      |
| 6   | Jorge Kissling      | Bultaco | +4"39'2 | 1      |

| Pos | Coureur             | Merk    | Ptn |
| --- | ------------------- | ------- | --- |
| 1   | Kunimitsu Takahashi | Honda   | 16  |
| 2   | Jim Redman          | Honda   | 12  |
| 3   | Luigi Taveri        | Honda   | 7   |
| 4   | Tommy Robb          | Honda   | 4   |
| 5   | Mike Hailwood       | EMC     | 3   |
| 6   | Rex Avery           | EMC     | 2   |
| 6   | Ernst Degner        | Suzuki  | 2   |
| 8   | Raúl Kissling       | DKW     | 1   |
| 8   | Francesco Villa     | Mondial | 1   |

| Coureur           | Merk    |
| ----------------- | ------- |
| Limburg Moreira   | Bultaco |
| Marzillo Chizzini | Bultaco |
| Pedro Rosenthal   | Tohatsu |
| Raúl Kissling     | DKW     |
| Tom Phillis       | Honda   |
| Frank Perris      | Suzuki  |
| Stanislav Malina  | ČZ      |
| Hans Fischer      | MZ      |
| Klaus Enderlein   | MZ      |
| Werner Musiol     | MZ      |
| Jukka Petäjä      | MZ      |
| Alan Shepherd     | MZ      |
| Bob McIntyre      | Honda   |
| Derek Minter      | Honda   |
| Mike Hailwood     | EMC     |
| Rex Avery         | EMC     |
| John Grace        | Bultaco |
| Alberto Pagani    | Honda   |
| Francesco Villa   | Mondial |
| Mitsuo Itoh       | Suzuki  |
| Teisuke Tanaka    | Honda   |
| Hugh Anderson     | Suzuki  |
| Paddy Driver      | EMC     |

## 50cc-klasse
Voor de Franse Grand Prix hadden de Honda-technici een hele lijst met nieuwe onderdelen besteld: cilinders, zuigers en cilinderkoppen en daarmee leek hen de overwinning niet te kunnen ontgaan. Kunimitsu Takahashi ging aan de leiding maar moest wachten op Luigi Taveri, die immers in Spanje al punten had gescoord. Dat was een fout, want de Nederlander Jan Huberts, die nu eindelijk de twaalf versnellingen van zijn Kreidler onder de knie had, kon een gat van 26 seconden dicht rijden en op het heuvelachtige deel van het circuit juist dankzij dat grote aantal versnellingen de leiding nemen en winnen. Hij werd daardoor de eerste Nederlander die een Grand Prix won. Honda liet echter meteen zien hoe snel men in Japan in staat was nieuwe ontwikkelingen door te voeren. Meteen na de overwinning van Huberts belde men naar Japan om ook versnellingsbakken met acht tot tien versnellingen te bestellen en die werden prompt, nog vóór de volgende Grand Prix, overgevlogen. Suzuki kon absoluut niet meekomen, maar opmerkelijk was dat Seiichi Suzuki en Mitsuo Itoh nog voor Ernst Degner over de finish kwamen. Degner was de technische man bij Suzuki omdat hij de MZ-tweetakttechniek met roterende inlaat en expansiepijp bij zijn vlucht uit de DDR had gestolen.

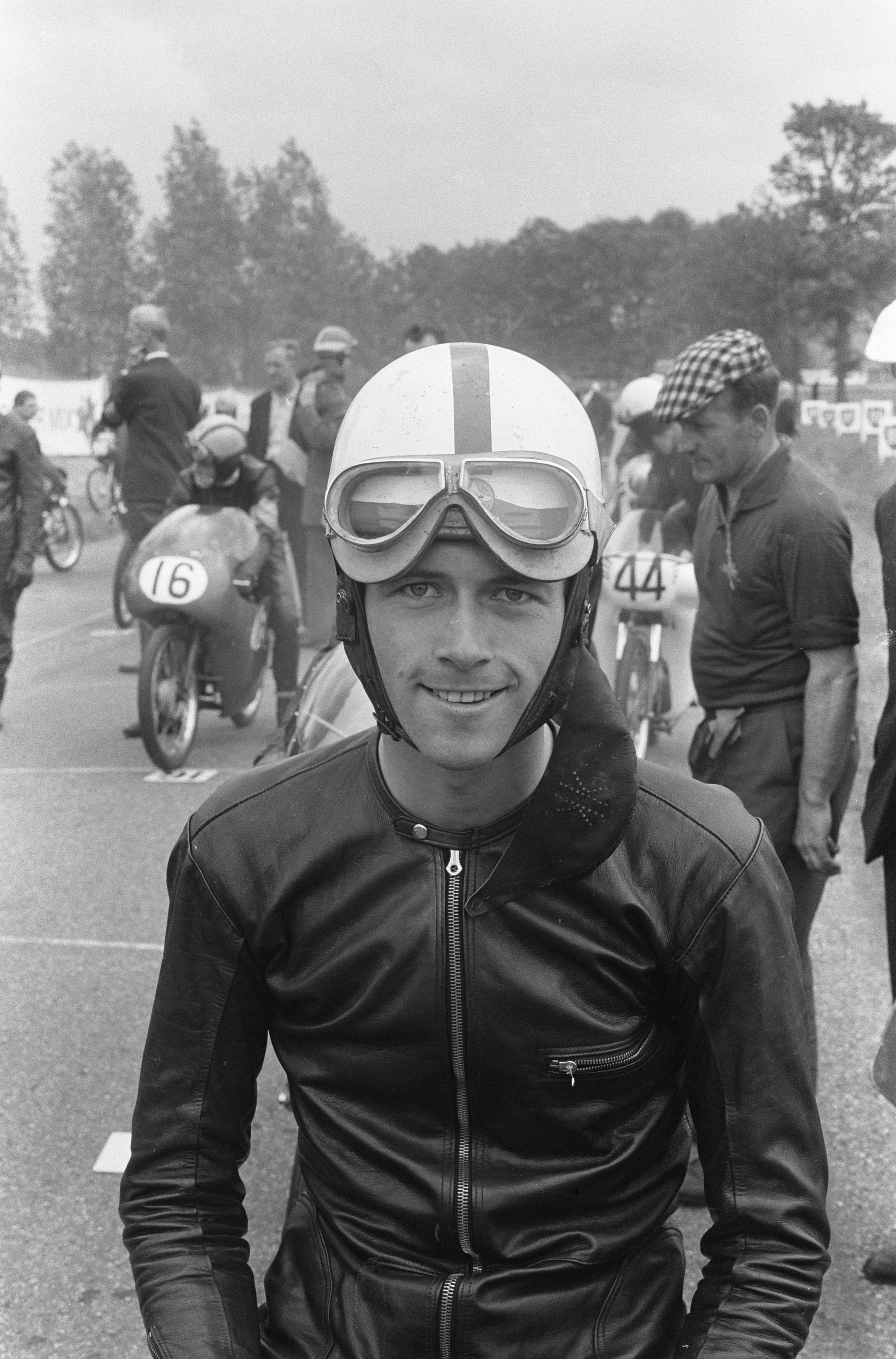
Jan Huberts in 1962

| Pos | Coureur             | Merk     | Tijd    | Punten |
| --- | ------------------- | -------- | ------- | ------ |
| 1   | Jan Huberts         | Kreidler | 39"56'8 | 8      |
| 2   | Kunimitsu Takahashi | Honda    | +2'2    | 6      |
| 3   | Luigi Taveri        | Honda    | +2'6    | 4      |
| 4   | Tommy Robb          | Honda    | +5'6    | 3      |
| 5   | Seiichi Suzuki      | Suzuki   | +1"03'1 | 2      |
| 6   | Mitsuo Itoh         | Suzuki   | +1"07'2 | 1      |
| 7   | Ernst Degner        | Suzuki   | +1"37'4 |        |
| 8   | Wolfgang Gedlich    | Kreidler | +2"01'9 |        |
| 9   | Rajko Piciga        | Tomos    | +3"18'9 |        |
| 10  | Jacques Roca        | Derbi    | +5"36'9 |        |

| Coureur              | Merk     |
| -------------------- | -------- |
| Günter Beer          | Kreidler |
| Hans Georg Anscheidt | Kreidler |
| José Maria Busquets  | Derbi    |
| Dan Shorey           | Kreidler |
| Isao Morishita       | Suzuki   |
| Michio Ichino        | Suzuki   |
| Teisuke Tanaka       | Honda    |
| Hugh Anderson        | Suzuki   |

### Top negen tussenstand 50cc-klasse
(Slechts negen coureurs hadden al punten gescoord)
| Pos | Coureur              | Merk     | Ptn |
| --- | -------------------- | -------- | --- |
| 1   | Hans Georg Anscheidt | Suzuki   | 8   |
| 1   | Jan Huberts          | Kreidler | 8   |
| 1   | Luigi Taveri         | Honda    | 8   |
| 4   | Kunimitsu Takahashi  | Honda    | 7   |
| 5   | José Maria Busquets  | Derbi    | 6   |
| 6   | Tommy Robb           | Honda    | 5   |
| 7   | Wolfgang Gedlich     | Kreidler | 3   |
| 8   | Seichi Suzuki        | Suzuki   | 2   |
| 9   | Mitsuo Itoh          | Suzuki   | 1   |

## Zijspanklasse
In de trainingen verscheen Fritz Scheidegger met een extreem laag chassis dat was ontwikkeld door Rudi Kurth. In de race - waarin hij geen punten scoorde - trad hij echter aan met zijn gewone, door Otto Kölle gebouwde zijspancombinatie. Max Deubel en Emil Hörner wonnen de race voor Florian Camathias/Horst Burkhardt en Chris Vincent/Eric Bliss.
| Pos | Coureur           | Bakkenist       | Merk | Tijd    | Punten |
| --- | ----------------- | --------------- | ---- | ------- | ------ |
| 1   | Max Deubel        | Emil Hörner     | BMW  | 57"57'5 | 8      |
| 2   | Florian Camathias | Horst Burkhardt | BMW  | +38'5   | 6      |
| 3   | Chris Vincent     | Eric Bliss      | BSA  | +2"59'5 | 4      |
| 4   | Otto Kölle        | Dieter Hess     | BMW  | +3"51'5 | 3      |
| 5   | Claude Lambert    | Alfred Herzig   | BMW  | +4"33'5 | 2      |
| 6   | Eric Pickup       | Keith Scott     | BMW  |         | 1      |

| Coureur               | Bakkenist           | Merk      |
| --------------------- | ------------------- | --------- |
| Edgar Strub           | Gottfried Rüfenacht | BMW       |
| Fritz Scheidegger     | John Robinson       | BMW       |
| Arsenius Butscher     | Heiner Vester       | BMW       |
| August Rohsiepe       | Lothar Böttcher     | BMW       |
| Georg Auerbacher      | Eduard Dein         | BMW       |
| Heinz Luthringshauser | Horst Knopp         | BMW       |
| Colin Seeley          | Wally Rawlings      | Matchless |
| Harold Scholes        | Ray Lindsay         | BMW       |

### Top acht tussenstand zijspanklasse
(Slechts acht combinaties hadden al punten gescoord)
| Pos | Coureur           | Bakkenist       | Merk | Ptn |
| --- | ----------------- | --------------- | ---- | --- |
| 1   | Max Deubel        | Emil Hörner     | BMW  | 16  |
| 2   | Florian Camathias | Horst Burkhardt | BMW  | 12  |
| 3   | Otto Kölle        | Dieter Hess     | BMW  | 7   |
| 4   | Chris Vincent     | Eric Bliss      | BSA  | 5   |
| 5   | Arsenius Butscher | Heiner Vester   | BMW  | 3   |
| 6   | Claude Lambert    | Alfred Herzig   | BMW  | 2   |
| 6   | Harold Scholes    | Ray Lindsay     | BMW  | 2   |
| 8   | Eric Pickup       | Keith Scott     | BMW  | 1   |

1920 · 1921 · 1922 · 1923 · 1924 · 1925 · 1926 · 1927 · 1928 · 1929 · 1930 · 1931 · 1932 · 1933 · 1935 · 1936 · 1937 · 1938 · 1939 · 1949 · 1951 ·  1953 · 1954 · 1955 · 1958 · 1959 · 1960 · 1961 · 1962 · 1963 · 1964 · 1965 · 1966 · 1967 · 1969 · 1970 · 1972 · 1973 · 1974 · 1975 · 1976 · 1977 · 1978 · 1979 · 1980 · 1981 · 1982 · 1983 · 1984 · 1985 · 1986 · 1987 · 1988 · 1989 · 1990 · 1991 · 1992 · 1994 · 1995 · 1996 · 1997 · 1998 · 1999 · 2000 · 2001 · 2002 · 2003 · 2004 · 2005 · 2006 · 2007 · 2008 · 2009 · 2010 · 2011 · 2012 · 2013 · 2014 · 2015 · 2016 · 2017 · 2018 · 2019 · 2020 · 2021 · 2022 · 2023 · 2024 · 2025